# هوپ کوو
هوپ کوو (به انگلیسی: Hope Cove) یک روستا در بریتانیا است که در South Huish واقع شده‌است.